# Belobranchus belobranchus
Belobranchus belobranchus är en fiskart som först beskrevs av Valenciennes, 1837.  Belobranchus belobranchus ingår i släktet Belobranchus och familjen Eleotridae. IUCN kategoriserar arten globalt som otillräckligt studerad. Inga underarter finns listade.

## Bildgalleri

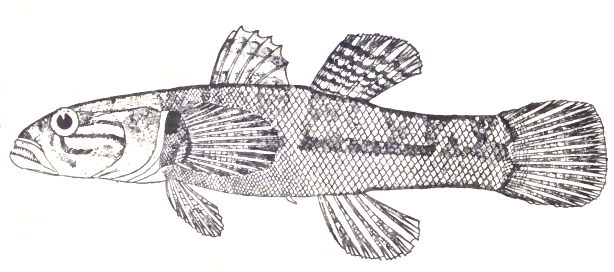